# Les Trois Bacchantes
Les trois bacchantes byl francouzský němý film z roku 1900. Režisérem byl Georges Méliès (1861–1938). Film je považován za ztracený. 
Jedná se o jeden z mnoha Mélièsových filmů s motivem kouzlení, které ho proslavily.

## Děj
Kouzelník postupně vyčaruje na podstavce tři pohledné dívky, které nechá stejně záhadným způsobem zmizet.